# Terešov
Terešov är en ort i Tjeckien.   Den ligger i regionen Plzeň, i den västra delen av landet, 60 km väster om huvudstaden Prag. Terešov ligger 408 meter över havet och antalet invånare är 133.
Terrängen runt Terešov är varierad. Runt Terešov är det ganska tätbefolkat, med 80 invånare per kvadratkilometer. Närmaste större samhälle är Rokycany, 18,7 km söder om Terešov. I omgivningarna runt Terešov växer i huvudsak blandskog.